# Alquídico

Estructura de una resina alquídica idealizada derivada de glicerol y anhídrido ftálico

Un alquídico es una resina de poliéster modificada mediante la adición de ácidos grasos y otros componentes. Los alquídicos se derivan de polioles y ácidos orgánicos, incluidos los ácidos dicarboxílicos o anhídrido de ácido carboxílico y aceites de triglicéridos. El término alquídico es una modificación del nombre original "alcid", que refleja el hecho de que se derivan del alcohol y los ácidos orgánicos. La inclusión de un ácido graso confiere una tendencia a formar recubrimientos flexibles. Los alquídicos se utilizan en pinturas, barnices y en moldes para fundición. Son la resina o aglutinante dominante en la mayoría de los revestimientos comerciales a base de aceite. Cada año se producen unas 200.000 toneladas de resinas alquídicas.Las alquídicas originales eran compuestos de glicerol y ácido ftálico que se vendían con el nombre de Glyptal.Se vendían como sustitutos de las resinas de copal, de color más oscuro, con lo que se creaban barnices alquídicos de color mucho más pálido. A partir de ellos se desarrollaron los alquídicos que se conocen hoy en día.

## Fabricación
Las resinas alquídicas pueden clasificarse en secantes (incluidas las semisecantes) y no secantes. Ambos tipos suelen producirse a partir de ácidos dicarboxílicos o anhídridos, como el anhídrido ftálico o el anhídrido maleico, y polioles, como el trimetilolpropano, la glicerina o el pentaeritritol.Los alquídicos son resinas sintéticas y se utilizan en artículos como pinturas. No son lo mismo que la resina derivada de fuentes naturales, como las plantas.
En el caso de las resinas secantes, los triglicéridos proceden de ácidos grasos poliinsaturados (a menudo derivados de aceites vegetales y vegetales, como el aceite de linaza). Estas resinas alquídicas de secado se curan con el oxígeno del aire. La velocidad de secado y la naturaleza de los recubrimientos dependen de la cantidad y el tipo de aceite secante empleado (más aceite poliinsaturado significa una reacción más rápida en el aire) y de la presencia de catalizadores, los llamados agentes secantes del aceite. Estos catalizadores son complejos metálicos que catalizan la reticulación de los sitios insaturados. Las sales de cobalto son especialmente eficaces y se utilizan mucho. Sin embargo, debido a la carcinogenicidad del cobalto, se está investigando su uso en alquídicos para eliminarlo progresivamente.
Las resinas alquídicas se producen mediante dos procesos: el proceso de ácidos grasos y el proceso de alcohólisis o monoglicérido. Las resinas alquídicas de mayor calidad y rendimiento se producen mediante el proceso de ácidos grasos, en el que la composición de la resina resultante puede controlarse con mayor precisión. En este proceso, se combinan un anhídrido ácido, un poliol y un ácido graso insaturado y se cuecen juntos hasta que el producto alcanza un nivel predeterminado de viscosidad. Las resinas alquídicas a base de pentaeritritol se fabrican de este modo. Las resinas alquídicas más económicas se producen a partir de la alcohólisis o proceso de glicéridos, en el que el control de calidad del producto final no es tan primordial. En este proceso, el aceite vegetal crudo, rico en componentes insaturados, se combina con poliol adicional y se calienta para provocar la transesterificación de los triglicéridos en una mezcla de aceites mono y diglicéridos. A menudo se utiliza aceite de soja.
A la mezcla resultante se le añade anhídrido ácido para aumentar el peso molecular de la resina hasta obtener aproximadamente el mismo producto que con el proceso de ácidos grasos. Sin embargo, el proceso de alcohólisis produce una estructura más orientada al azar. Para eliminar el agua producida como subproducto y aumentar la velocidad de reacción, se añade un excedente de anhídrido ftálico. Así, el agua se elimina con el ácido sin reaccionar calentando la masa a una temperatura específica. La reacción no es tan controlable como sería deseable, por lo que se introdujo un nuevo proceso en el que se añade xileno para producir un azeótropo con el agua. Esto permite un mayor control a una temperatura más baja y también produce resinas de menor viscosidad, útiles para fabricar pinturas con alto contenido en sólidos. Es lo que se conoce como proceso AZO. En ambos casos, el producto resultante es una resina de poliéster a la que se adhieren grupos oleosos secantes colgantes. Al final de cada proceso, la resina se purifica, se diluye en disolvente y se vende a los fabricantes de pinturas y barnices.

## Fundición de metales
Los aglutinantes alquídicos o de aceite-uretano se utilizan en la fundición para la creación de moldes de arena. La resina alquídica se mezcla con un isocianato polimérico y un secante metálico, que acelera la reacción. A diferencia de otras tecnologías de moldes sin cocción, el proceso no produce humos tóxicos, pero los moldes necesitan más tiempo de curado al aire.

## Tipos de revestimiento
Las resinas alquídicas suelen clasificarse en aceite largo, aceite medio y aceite corto. Estos términos representan la longitud del aceite en la resina. Las resinas alquídicas también se modifican con resina fenólica, estireno, tolueno de vinilo, monómeros acrílicos (para que se sequen más rápido) e isocianatos para producir una resina alquídica modificada con poliuretano. Los alquídicos uretanos se fabrican haciendo reaccionar los grupos OH residuales del alquídico con grupos NCO de un isocianato, a menudo TDI. Añadiendo ciertas resinas modificadoras, es posible producir alquídicos tixotrópicos para uso decorativo, como pinturas antigoteo. Las alquídicas más recientes son resinas de aceite corto en las que la longitud del aceite se acorta mediante el uso de un tapón de cadena polimérico, normalmente un ácido monobásico como el ácido benzoico o el ácido para-terc-butilbenzoico (Alkydal M 48). Estos tienen una distribución del peso molecular mejor controlada y una mayor durabilidad. A las alquídicas para uso decorativo se les añade aceite para alargarlas y hacerlas más duraderas. Las resinas de aceite corto utilizadas en los esmaltes de secado al horno se fabrican a partir de aceites saturados o ácidos grasos que no se secan. Éstos suelen tener valores de hidroxilo y ácido mucho más altos para poder reaccionar con los grupos hidroxilo de las resinas amino. Estas mezclas suelen estabilizarse con aminas para evitar la gelificación durante el almacenamiento.
Debido a que los principales componentes de un revestimiento alquídico, es decir, los ácidos grasos y los aceites de triglicéridos, se derivan de recursos renovables de bajo coste, el coste de los revestimientos alquídicos se ha mantenido muy bajo a pesar del coste cada vez mayor del petróleo, que es la fuente de materia prima predominante de la mayoría de los demás revestimientos como vinilos, acrílicos, epoxis y poliuretanos.Las fuentes típicas de aceites secantes para revestimientos alquídicos son el aceite de tung, el aceite de linaza, el aceite de girasol, el aceite de cártamo, el aceite de nuez, el aceite de soja, el aceite de pescado, el aceite de maíz, el DCO (obtenido por deshidratación del aceite de ricino, que crea un aceite/ácido graso semiseco y conjugado) y el tall oil (subproducto oleoso resinoso de la fabricación de pasta y papel). Las resinas no secantes/plastificantes se fabrican a partir de aceites de ricino, palma, coco y cardura (un ácido graso sintético, versátil). El aceite de ricino deshidratado fue en un tiempo el único aceite permitido en la fabricación de resinas en India; no se permitían aceites comestibles.
Pueden utilizarse para formular revestimientos ignífugos.

## Híbridos
Como ocurre con muchos sistemas de resinas y revestimientos, los alquídicos pueden hibridarse con otras tecnologías de resinas. Un ejemplo serían las alquídicas acriladas.Aunque las alquídicas de uretano son en efecto un híbrido, las nuevas tecnologías incluyen la fabricación de una alquídica de poliuretano curables por humedad.También se ha investigado el injerto de materiales basados en silicio en alquidálicas.Como parte de un esfuerzo por utilizar más materiales reciclados, se han producido alquídicas fabricadas a partir de restos de botellas de PET.

## Alquídicas al agua
Ha habido una tendencia general en todo el mundo a formular resinas y recubrimientos a base de agua en lugar de formulados con disolvente, ya que se considera que los materiales a base de agua son respetuosos con el medio ambiente. Por ello, también se han desarrollado alquídicas de base acuosa. Un método consiste en modificar el alquídico con acrílico para hacerlo reducible al agua.